# Сен-Сір-дю-Ронсере
Сен-Сір-дю-Ронсере́ (фр. Saint-Cyr-du-Ronceray) — колишній муніципалітет у Франції, у регіоні Нормандія, департамент Кальвадос. Населення — 615 осіб (2011).
Муніципалітет був розташований на відстані близько 155 км на захід від Парижа, 55 км на схід від Кана.

## Історія
До 2015 року муніципалітет перебував у складі регіону Нижня Нормандія. Від 1 січня 2016 року належав до нового об'єднаного регіону Нормандія.
1 січня 2016 року Сен-Сір-дю-Ронсере, Ла-Шапель-Івон, Сен-Жульєн-де-Майок, Сен-П'єрр-де-Майок i Тордуе було об'єднано в новий муніципалітет Валорбіке.

## Демографія
Динаміка населення (INSEE ):
Розподіл населення за віком та статтю (2006):
| Стать | Всього | До 15 років | 15-24 | 25-44 | 45-64 | 65-85 | Понад 85 |
| --- | ------ | ----------- | ----- | ----- | ----- | ----- | -------- |
| Чоловіки | 288    | 48          | 28    | 79    | 93    | 40    | 0        |
| Жінки | 393    | 79          | 44    | 87    | 79    | 80    | 24       |
| \| Статево-вікова піраміда \| Статево-вікова піраміда \| Статево-вікова піраміда \| \| ----------------------- \| ----------------------- \| ----------------------- \| \| Чоловіки \| Вік \| Жінки \| \| 0 \| 85 + \| 24 \| \| 8 \| 80-84 \| 16 \| \| 8 \| 75-79 \| 24 \| \| 16 \| 70-74 \| 24 \| \| 8 \| 65-69 \| 16 \| \| 8 \| 60-64 \| 8 \| \| 27 \| 55-59 \| 20 \| \| 31 \| 50-54 \| 35 \| \| 27 \| 45-49 \| 16 \| \| 31 \| 40-44 \| 16 \| \| 16 \| 35-39 \| 27 \| \| 24 \| 30-34 \| 20 \| \| 8 \| 25-29 \| 24 \| \| 20 \| 20-24 \| 17 \| \| 8 \| 15-20 \| 27 \| \| 20 \| 10-14 \| 24 \| \| 12 \| 5-9 \| 20 \| \| 16 \| 0-4 \| 35 \| |        |             |       |       |       |       |          |
| Статево-вікова піраміда |        |             |       |       |       |       |          |
| Чоловіки | Вік    | Жінки       |       |       |       |       |          |
| 0 | 85 +   | 24          |       |       |       |       |          |
| 8 | 80-84  | 16          |       |       |       |       |          |
| 8 | 75-79  | 24          |       |       |       |       |          |
| 16 | 70-74  | 24          |       |       |       |       |          |
| 8 | 65-69  | 16          |       |       |       |       |          |
| 8 | 60-64  | 8           |       |       |       |       |          |
| 27 | 55-59  | 20          |       |       |       |       |          |
| 31 | 50-54  | 35          |       |       |       |       |          |
| 27 | 45-49  | 16          |       |       |       |       |          |
| 31 | 40-44  | 16          |       |       |       |       |          |
| 16 | 35-39  | 27          |       |       |       |       |          |
| 24 | 30-34  | 20          |       |       |       |       |          |
| 8 | 25-29  | 24          |       |       |       |       |          |
| 20 | 20-24  | 17          |       |       |       |       |          |
| 8 | 15-20  | 27          |       |       |       |       |          |
| 20 | 10-14  | 24          |       |       |       |       |          |
| 12 | 5-9    | 20          |       |       |       |       |          |
| 16 | 0-4    | 35          |       |       |       |       |          |

## Економіка
2010 року серед 369 осіб працездатного віку (15—64 років) 252 були активними, 117 — неактивними (показник активності 68,3%, у 1999 році було 68,0%). З 252 активних мешканців працювало 235 осіб (126 чоловіків та 109 жінок), безробітними було 17 (11 чоловіків та 6 жінок). Серед 117 неактивних 28 осіб було учнями чи студентами, 58 — пенсіонерами, 31 була неактивною з інших причин.

У 2010 році в муніципалітеті числилось 231 оподатковане домогосподарство, у яких проживали 592,0 особи, медіана доходів виносила 17 266 євро на одного особоспоживача